# Ruggiero Rizzitelli
Ruggiero Rizzitelli (Margherita di Savoia, 1967. szeptember 2. –) olasz válogatott labdarúgó.

## Pályafutása

### Klubcsapatban
Pályafutását a Serie B-ben szereplő Cesenában kezdte az 1984–85-ös szezonban, a Serie A-ban az 1987–88-as idényben mutatkozott be. 1988-ban négy szezon után távozott és az AS Roma csapatához igazolt. Hat szezon alatt 29 gólt szerzett. 1991-ben megnyerték az olasz kupát és bejutottak az UEFA-kupa döntőjébe, ahol a visszavágón az ő góljával győzték le az Internazionalét, de mindez nem volt elég és alulmaradtak. 
1994 és 1996 között a Torino játékosa volt, ahol 60 mérkőzésen lépett pályára és 30 gólt szerzett. A jó teljesítménye ellenére a Torino 1996-ban kiesett a Serie B-be, Rizzitelli pedig Németországba távozott a Bayern München együtteséhez, melynek olasz edzője volt Giovanni Trapattoni személyében. Az első idénye végén 1997-ben bajnoki címet szerzett a Bayern színeiben. A második idényében jobbára sérülésekkel bajlódott, így kevesebb lehetőséget kapott, ráadásul a posztján riválisa volt a fiatal Carsten Jancker. 1998-ban német kupagyőztes lett. Két szezon alatt összesen 45 mérkőzésen játszott és 11 alkalommal volt eredményes.
1998-ban hazatért a Piacenza csapatához, ahol két évig játszott. 2001-ben fejezte be pályafutását a Cesena játékosaként.

### A válogatottban
Az olasz U21-es válogatottban 1987 és 1989 között 16 mérkőzésen négyszer volt eredményes. Részt vett az 1988-as U21-es Európa-bajnokságon. Tagja volt az 1988. évi nyári olimpiai játékokon részt vevő U23-as válogatott keretének, mellyel a negyedik helyen végeztek.
1988 és 1991 között 9 alkalommal szerepelt az olasz válogatottban és 2 gólt szerzett. 1988. február 20-án mutatkozott be egy Szovjetunió elleni 4–1-es győzelem alkalmával.
Részt vett az 1988-as Európa-bajnokságon, de nem lépett pályára egyetlen mérkőzésen sem.

## Sikerei, díjai
AS Roma
- Olasz kupa (1): 1990–91
- UEFA-kupa döntős (1): 1990–91

Bayern München
- Német bajnok (1): 1996–97
- Német kupa (1): 1997–98
- Német ligakupa (1): 1997

## Külső hivatkozások
- Ruggiero Rizzitelli – a FIFA adatbázisában
- Ruggiero Rizzitelli adatlapja a National-Football-Teams.com oldalon (angolul)

- Ruggiero Rizzitelli (angol nyelven). FootballDatabase.eu
- Ruggiero Rizzitelli (angol nyelven). eu-football.info